# Юлія Леорда
Юлія Леорда (рум. Iulia Leorda; нар. 18 липня 1994) — молдовська борчиня вільного стилю та дзюдоїстка, срібна призерка чемпіонату світу, дворазова бронзова призерка чемпіонатів Європи, чемпіонка та бронзова призерка чемпіонатів світу серед студентів з вільної боротьби, чемпіонка Молдови із дзюдо серед кадетів.

## Життєпис
Боротьбою почала займатися з 2005 року.
Виступала за спортивне товариство «Динамо». Тренер — Петру Чипері (з 2005).

## Спортивні результати на міжнародних змаганнях

### Виступи на Чемпіонатах світу
| Змагання                        | Збірна  | Вагова категорія          | Місце  |
| ------------------------------- | ------- | ------------------------- | ------ |
| Чемпіонат світу з боротьби 2011 | Молдова | жіноча боротьба, до 48 кг | 22     |
| Чемпіонат світу з боротьби 2014 | Молдова | жіноча боротьба, до 48 кг | 7      |
| Чемпіонат світу з боротьби 2015 | Молдова | жіноча боротьба, до 48 кг | 23     |
| Чемпіонат світу з боротьби 2016 | Молдова | жіноча боротьба, до 55 кг | 9      |
| Чемпіонат світу з боротьби 2017 | Молдова | жіноча боротьба, до 53 кг | 16     |
| Чемпіонат світу з боротьби 2018 | Молдова | жіноча боротьба, до 53 кг | 23     |
| Чемпіонат світу з боротьби 2019 | Молдова | жіноча боротьба, до 53 кг | 29     |
| Чемпіонат світу з боротьби 2021 | Молдова | жіноча боротьба, до 53 кг | Срібло |
| Чемпіонат світу з боротьби 2022 | Молдова | жіноча боротьба, до 53 кг | 17     |

### Виступи на Чемпіонатах Європи
| Змагання                         | Збірна  | Вагова категорія          | Місце  |
| -------------------------------- | ------- | ------------------------- | ------ |
| Чемпіонат Європи з боротьби 2011 | Молдова | жіноча боротьба, до 48 кг | 19     |
| Чемпіонат Європи з боротьби 2017 | Молдова | жіноча боротьба, до 53 кг | 5      |
| Чемпіонат Європи з боротьби 2018 | Молдова | жіноча боротьба, до 53 кг | 7      |
| Чемпіонат Європи з боротьби 2019 | Молдова | жіноча боротьба, до 53 кг | 12     |
| Чемпіонат Європи з боротьби 2020 | Молдова | жіноча боротьба, до 53 кг | 13     |
| Чемпіонат Європи з боротьби 2021 | Молдова | жіноча боротьба, до 53 кг | Бронза |
| Чемпіонат Європи з боротьби 2022 | Молдова | жіноча боротьба, до 53 кг | Бронза |

### Виступи на Європейських іграх
| Змагання              | Збірна  | Вагова категорія          | Місце |
| --------------------- | ------- | ------------------------- | ----- |
| Європейські ігри 2015 | Молдова | жіноча боротьба, до 48 кг | 15    |
| Європейські ігри 2019 | Молдова | жіноча боротьба, до 53 кг | 9     |

### Виступи на Кубках світу
| Змагання                    | Збірна  | Вагова категорія          | Місце |
| --------------------------- | ------- | ------------------------- | ----- |
| Кубок світу з боротьби 2020 | Молдова | жіноча боротьба, до 53 кг | 7     |

### Виступи на Чемпіонатах світу серед студентів
| Змагання                                        | Збірна  | Вагова категорія          | Місце  |
| ----------------------------------------------- | ------- | ------------------------- | ------ |
| Чемпіонат світу з боротьби серед студентів 2014 | Молдова | жіноча боротьба, до 53 кг | Золото |
| Чемпіонат світу з боротьби серед студентів 2016 | Молдова | жіноча боротьба, до 53 кг | Бронза |

### Виступи на інших змаганнях
| Змагання                                                         | Збірна  | Вагова категорія          | Місце  |
| ---------------------------------------------------------------- | ------- | ------------------------- | ------ |
| Турнір Олександра Медведя 2011                                   | Молдова | жіноча боротьба, до 48 кг | 5      |
| Турнір Олександра Медведя 2014                                   | Молдова | жіноча боротьба, до 53 кг | Бронза |
| Турнір Олександра Медведя 2015                                   | Молдова | жіноча боротьба, до 53 кг | Бронза |
| Меморіал Іона Корнеану 2015                                      | Молдова | жіноча боротьба, до 53 кг | Срібло |
| Турнір Дана Колова — Николи Петрова 2016                         | Молдова | жіноча боротьба, до 53 кг | Бронза |
| Турнір Олександра Медведя 2016                                   | Молдова | жіноча боротьба, до 53 кг | Срібло |
| Олімпійський кваліфікаційний турнір з боротьби 2016 (Улан-Батор) | Молдова | жіноча боротьба, до 53 кг | 9      |
| Меморіал Іона Корнеану і Ладислава Сімона 2017                   | Молдова | жіноча боротьба, до 53 кг | Золото |
| Київський Міжнародний турнір з боротьби 2018                     | Молдова | жіноча боротьба, до 55 кг | 7      |
| Меморіал Іона Корнеану і Ладислава Сімона 2018                   | Молдова | жіноча боротьба, до 53 кг | 5      |
| Турнір Дана Колова — Николи Петрова 2019                         | Молдова | жіноча боротьба, до 53 кг | 9      |
| Меморіал Іона Корнеану і Ладислава Сімона 2019                   | Молдова | жіноча боротьба, до 53 кг | Срібло |
| Турнір Яшара Догу 2020                                           | Молдова | жіноча боротьба, до 53 кг | Срібло |
| Київський Міжнародний турнір з боротьби 2021                     | Молдова | жіноча боротьба, до 53 кг | 5      |
| Олімпійський кваліфікаційний турнір з боротьби 2020 (Будапешт)   | Молдова | жіноча боротьба, до 53 кг | Бронза |
| Олімпійський кваліфікаційний турнір з боротьби 2020 (Софія)      | Молдова | жіноча боротьба, до 53 кг | Бронза |
| Меморіал Іона Корнеану і Ладислава Сімона 2021                   | Молдова | жіноча боротьба, до 53 кг | Золото |
| Турнір Яшара Догу 2022                                           | Молдова | жіноча боротьба, до 53 кг | Бронза |
| Відкритий чемпіонат Загреба з боротьби 2023                      | Молдова | жіноча боротьба, до 53 кг | Бронза |
| Турнір Ібрагіма Мустафи 2023                                     | Молдова | жіноча боротьба, до 53 кг | 10     |

### Виступи на змаганнях молодших вікових груп
| Змагання                                       | Збірна  | Вагова категорія          | Місце  |
| ---------------------------------------------- | ------- | ------------------------- | ------ |
| Чемпіонат Європи з боротьби серед кадетів 2009 | Молдова | жіноча боротьба, до 40 кг | 5      |
| Літні юнацькі Олімпійські ігри 2010            | Молдова | жіноча боротьба, до 46 кг | Срібло |
| Чемпіонат Європи з боротьби серед кадетів 2011 | Молдова | жіноча боротьба, до 49 кг | Срібло |
| Чемпіонат світу з боротьби серед кадетів 2011  | Молдова | жіноча боротьба, до 49 кг | Срібло |
| Чемпіонат Європи з боротьби серед юніорів 2011 | Молдова | жіноча боротьба, до 48 кг | 7      |
| Чемпіонат світу з боротьби серед юніорів 2011  | Молдова | жіноча боротьба, до 48 кг | 17     |
| Чемпіонат Європи з боротьби серед юніорів 2014 | Молдова | жіноча боротьба, до 51 кг | 8      |
| Чемпіонат світу з боротьби серед юніорів 2014  | Молдова | жіноча боротьба, до 51 кг | 7      |
| Чемпіонат Європи з боротьби серед молоді 2015  | Молдова | жіноча боротьба, до 53 кг | 7      |
| Чемпіонат Європи з боротьби серед молоді 2016  | Молдова | жіноча боротьба, до 53 кг | 5      |
| Чемпіонат Європи з боротьби серед молоді 2017  | Молдова | жіноча боротьба, до 53 кг | Бронза |
| Чемпіонат світу з боротьби серед молоді 2017   | Молдова | жіноча боротьба, до 53 кг | 8      |